# Maori-mythologie

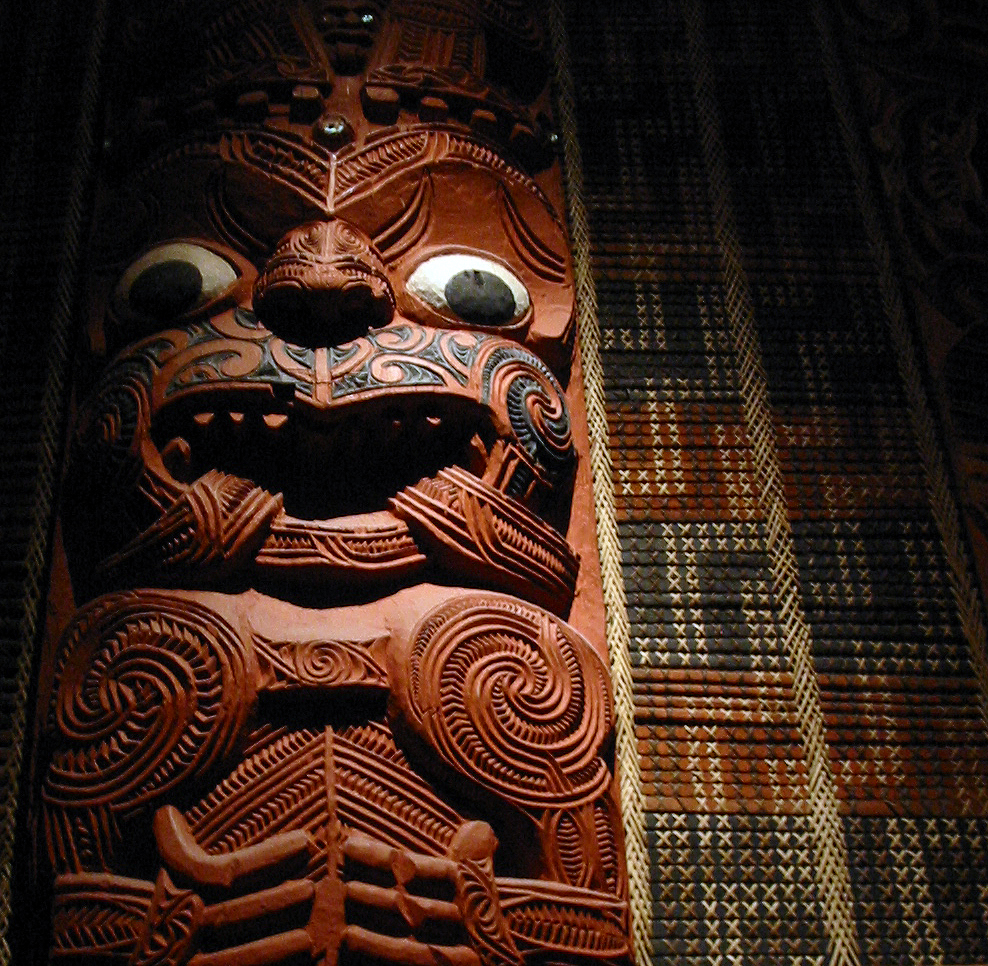
Gekerfde deurpost bij een Māori-huis

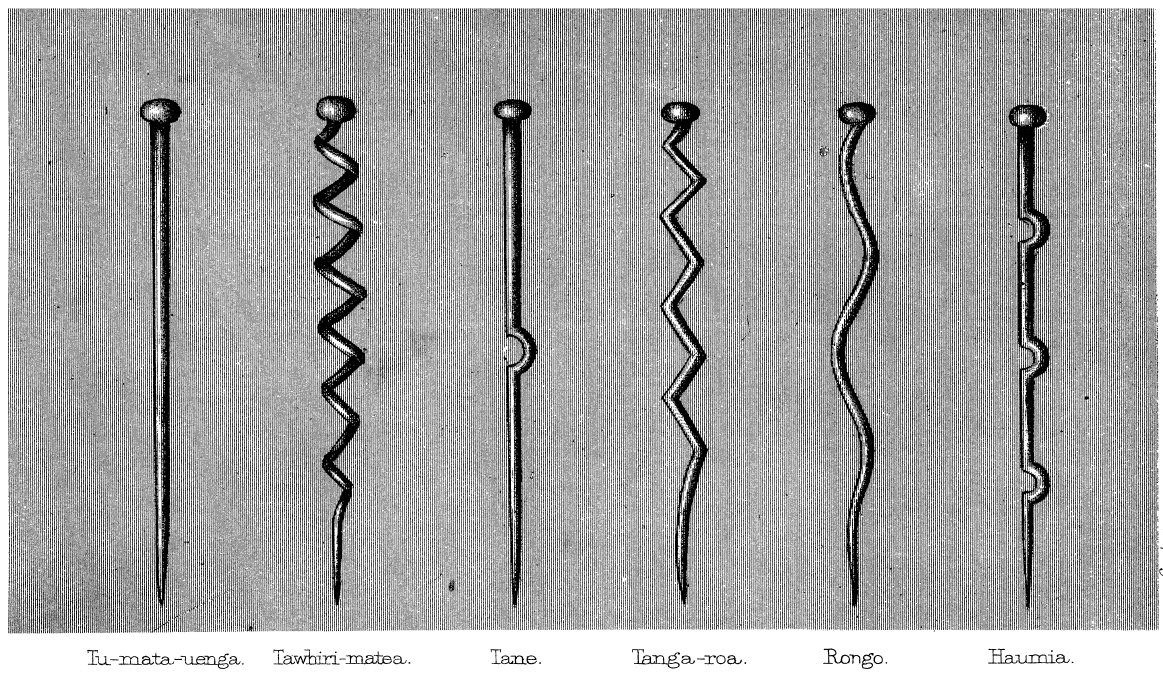
Zes Maori-goden verbeeld door middel van houten stokken. Van links naar rechts: Tūmatauenga, Tāwhirimātea, Tāne, Tangaroa, Rongo en Haumia

Met de Maori-mythologie wordt een uitgebreide verzameling legendes van de Maori bedoeld, die hoofdzakelijk met de schepping te maken hebben en de cultuur en het geloof van dit volk diepgaand hebben beïnvloed. De wortels van de Maori-mythologie liggen in Polynesië.

## Beschrijvingen
De eerste Europeanen die met de mythologie van de Maori kennismaakten waren missionarissen. Zij beschouwden het geloof en de rituelen van de Maori over het algemeen als kinderlijk of associeerden deze zaken zelfs met de duivel. Zodoende hebben de meesten ook over de bijbehorende mythologie weinig gedocumenteerd. De enige uitzonderingen hierop zijn de missionarissen J. F. Wohlers die op Zuidereiland werkte, Richard Taylor die op Taranaki en in de buurt van de Wanganuirivier werkte en William Colenso die werkte rond de Bay of Islands en Hawke's Bay.
In de jaren '40 van de 19e eeuw begonnen Edward Shortland en Sir George Grey met het verzamelen en opschrijven van de Maori-mythologie. De Maori zelf waren inmiddels gealfabetiseerd, zodat ze hun eigen verhalen konden opschrijven. Het best overgeleverde materiaal is verzameld in twee bundels. De eerste heeft de naam Nga Mahi a nga Tupuna ("De daden van de voorvaderen"; in het Engels vertaald als Polynesian Mythology) en is samengesteld door George Grey. De verhalen die hierin zijn vastgelegd zijn afkomstig leden van de in de omgeving van Rotorua levende Ngāti Rangiwewehi-stam. De andere bundel met de titel Ancient History of the Māori is uitgegeven door John White. Deze bundel bestaat uit zes delen.

## Verschillende vormen
De mythologie van de Maori kent drie hoofdvormen:
- genealogische recitering
- proza
- poëzie

### Genealogische recitering
De Whakapapa was in de orale literatuur van de Maori goed ontwikkeld en diende verschillende functies, zoals het verklaren van het ontstaan van goden, mensen en dieren, het creëren van een universele tijdschaal alsmede het verenigen van goden en legendarische figuren met het gewone volk. In sommige versies van deze genealogieën werd de evolutie van het heelal gekoppeld aan een duistere periode (pō) of een periode van leegte (kore), al dan niet gevolgd door en periode van licht (ao). In andere versies wordt gebruikgemaakt van andere metaforen om deze evolutie te beschrijven, bijvoorbeeld een boom die steeds nieuwe uitlopers krijgt of een kind dat nog in de schoot van zijn moeder ligt.
Door het aanhalen van bepaalde citaten gaf de verteller van deze genealogieën blijk van zijn contact met de beschreven karakters, wat hem tegelijkertijd het recht van spreken gaf.

### Poëzie
De poëzie van de Maori werd vrijwel uitsluitend gezongen, waarbij het metrum een veel belangrijker rol speelde dan taalkundige aspecten. Zaken als rijm en assonantie speelden geen enkele rol. Typerend aan de Maori-poëzie zijn de talrijke woordherhalingen, het veelvuldig gebruik van synoniemen en het gebruik van archaïsmen zonder duidelijk omschreven betekenis.

### Proza
Het grootste deel van de Maori mythologie bestaat uit verhalend proza over bijvoorbeeld esoterische of als heilig beschouwde onderwerpen, die vooral tijdens lange winteravonden werden verteld. Deze verhalen dienden niet alleen tot vermaak maar ook om zaken als de herkomst van het vuur en de dood te verklaren.

## Opdelingen
De Maori-mythologie laat zich onderverdelen in de volgende subcategorieën:
- De kosmische genealogieën:
  - Rangi en Papa
  - Hine-nui-a-te-pō
- Het Māui-complex:
  - Māui
  - Irawaru
  - Tinirau en Kae
- Het Tāwhaki-complex:
  - Tāwhaki
  - Wahieroa
  - Rātā
  - Matuku-tangotango
  - Tūwhakararo
  - Whakatau